# District de Lewes
Pour les articles homonymes, voir Lewes (homonymie).

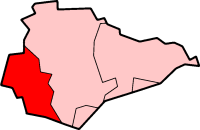
Localisation du district de Lewes sur la carte du Sussex de l'Est

Le district de Lewes est situé dans le comté de Sussex de l'Est dans la région de l'Angleterre du Sud-Est en Angleterre. Son centre administratif se situe à Lewes.

## Municipalités du district
- Barcombe,
- Beddingham,
- Chailey,
- Ditchling,
- East Chiltington,
- Falmer,
- Firle,
- Glynde,
- Hamsey,
- Iford,
- Kingston near Lewes,
- Lewes,
- Newhaven,
- Newick,
- Peacehaven,
- Piddinghoe,
- Plumpton,
- Ringmer,
- Rodmell,
- Seaford,
- South Heighton,
- Southease,
- St Ann Without,
- St John Without,
- Streat,
- Tarring Neville,
- Telscombe,
- Westmeston,
- Wivelsfield,